# Pedestal
«Pedestal» (укр. П'єдестал) — пісня чеської співачки Aiko, випущена 22 вересня 2023 року як головний сингл третього студійного альбому Fortune's Child, з якою вона представляла Чехію на Пісенному конкурсі Євробачення 2024 в Мальме, Швеція після перемоги на національному відборі ESCZ 2024.

## Про пісню
«Pedestal» скомпонована Aiko та Стівеном Анселлом і записана протягом січня 2023 року.
В інтерв'ю співачка описувала пісню як «гімн любові до себе після розриву», призначений для того, щоб вивільнити її гнів після розриву стосунків із неназваним партнером. Після закінчення стосунків Aiko мала «момент усвідомлення», коли зрозуміла, що із самого спочатку не подбала про себе. «Pedestal» пропагує ставлення себе та свого здоров'я як головний пріоритет, використовуючи «п'єдестал» як метафору. У заявах для преси Aiko також стверджувала, що пісня «розповідає про негативні емоції та ситуації», які людина відчуває після закінчення токсичних стосунків.
Після перемоги «Pedestal» на ESCZ 2024 член чеської делегації Ахмад Галлун натякнув, що пісня буде перероблена спеціально для її виконання на Євробаченні; це підтвердила й Aiko на початку березня та зазначила, що нова версія буде випущена 21 березня. Оновлена версія містить зміни в тексті відповідно до правил конкурсу, які забороняють ненормативну лексику.

### Музичне відео
Перед офіційним релізом альбому 22 вересня 2023 року, вийшов офіційний перший супровідний кліп на пісню «Pedestal». 21 березня 2024 року, разом із оновленою версією пісні, був випущений другий кліп.

## Пісенний конкурс Євробачення 2024

### ESCZ 2024
Чеський мовник Česká televize (ČT) організував конкурс із семи учасників ESCZ 2024, щоб вибрати свого представника для Пісенного конкурсу Євробачення 2024. Переможна пісня визначалася зваженою комбінацією голосування міжнародної та чеської публіки у співвідношені 70/30.
28 листопада 2023 року Aiko оголосили учасницею у ESCZ 2024, а її пісню була оприлюднена під час фіналу. Після завершення голосування 13 грудня пісня «Pedestal» стала переможцем конкурсу. Чеська публіка віддала пісні лише 5 місце із семи з 2410 балами, проте міжнародні глядачі віддали понад 33 тисячі голосів, що в 4 рази більше, ніж у пісні на другому місці. У підсумку Aiko з «Pedestal» отримала право представляти Чехію на Пісенному конкурсі Євробачення 2024.

### Просування
Для подальшого просування пісні Айко виконувала її на різних пре-паті до Євробачення, серед яких на Eurovision in Concert 13 квітня 2024 року та Nordic Eurovision Party 14 квітня.

### На Євробаченні
Пісенний конкурс Євробачення 2024 відбувся на Мальме-Арені в Мальме, Швеція, і складався з двох півфіналів, які пройшли 7 і 9 травня відповідно, і фіналу 11 травня 2024 року. Під час жеребкування 30 січня 2024 року Чехія потрапила до першої половини другого півфіналу шоу та виступила під 5 номером.